# Dziewięcierz (przystanek kolejowy)
Dziewięcierz – przystanek kolejowy w Dziewięcierzu, w województwie podkarpackim, w Polsce.
W roku 2017 przystanek obsługiwał 0–9 pasażerów na dobę.